# Le Fantôme de Milburn
Pour les articles homonymes, voir Ghost Story et Milburn (homonymie).
Pour plus de détails, voir Fiche technique et Distribution.
Le Fantôme de Milburn (Ghost Story) est un film américain réalisé par John Irvin, sorti en 1981.

## Synopsis
À la suite du décès suspect de son frère, un homme retourne dans sa ville natale pour tenter de comprendre les raisons du drame. Ce dernier serait lié au Club de la Chaudrée, espèce de cercle littéraire qui compte parmi ses membres le propre père du héros. Apparemment anodines, les veillées au coin du feu au cours desquelles quatre vieillards se plaisent à partager des contes fantastiques dissimuleraient un sombre secret.

## Fiche technique
- Titre : Le Fantôme de Milburn
- Titre original : Ghost Story
- Réalisation : John Irvin
- Scénario : Lawrence D. Cohen, d'après le roman de Peter Straub
- Musique : Philippe Sarde
- Photographie : Jack Cardiff
- Montage : Tom Rolf
- Décors : Norman Newberry
- Costumes : May Routh
- Production : Douglas Green, Ronald G. Smith et Burt Weissbourd
- Société de production : Universal Pictures
- Pays d'origine : États-Unis
- Format : Couleurs - 1,85:1 - Mono - 35 mm
- Genre : Drame, horreur
- Durée : 110 minutes
- Dates de sortie : 15 décembre 1981 (première États-Unis), 18 décembre 1981 (États-Unis), 30 juin 1982 (France)
- Film interdit aux moins de 12 ans lors de sa sortie en France
- DVD sortie le 18 septembre 2007 chez l'éditeur Bach Films (bien que le film possède une VF, le DVD ne propose qu'une version VOSTFR)
- Affiche : Georges Kerfyser (France)

## Distribution
- Fred Astaire : Ricky Hawthorne
- Craig Wasson : Don / David Wanderley
- Douglas Fairbanks Jr. : Edward Charles Wanderley
- John Houseman : Sears James
- Melvyn Douglas : Dr. John Jaffrey
- Alice Krige : Eva Galli / Alma Mobley
- Kurt Johnson : Edward Wanderley jeune
- Ken Olin : Sears James jeune
- Tim Choate : Ricky Hawthorne jeune
- Mark Chamberlin : John Jaffrey jeune
- Patricia Neal : Stella Hawthorne
- Jacqueline Brookes : Milly
- Miguel Fernandes : Gregory Bate
- Lance Holcomb : Fenny Bate
- Brad Sullivan : le shérif
- Michael O'Neill : Churchill
- Robin Curtis : Rea Dedham

## Accueil
Le film a connu un certain succès commercial, rapportant environ 23 371 000 $ au box-office en Amérique du Nord.
Sur Internet, il a reçu un accueil critique défavorable, recueillant 36 % de critiques positives, avec une note moyenne de 5,2/10 et sur la base de 14 critiques collectées, sur le site agrégateur de critiques Rotten Tomatoes.

## Autour du film
- Le tournage s'est déroulé à Albany, DeLand, Saratoga Springs, White River Junction et Woodstock.
- La chanson Sweetheart of Sigma Chi est interprétée par Guy Lombardo.
- Premier film de l'actrice Robin Curtis, Le Fantôme de Milburn est également le dernier film de l'acteur Fred Astaire et le dernier film cinéma de Douglas Fairbanks Jr.
- Le film fut en compétition lors du Festival international du film fantastique d'Avoriaz 1982.
- Du propre aveu du compositeur français Philippe Sarde, la production a songé à l'engager en référence au film Le Chat (1971) parce qu'il traitait de vieux retraités. Il est d'ailleurs à noter que le thème mélodique de ce même titre est justement réemployé dans Le Fantôme de Milburn.

## Distinctions
- Nomination au prix du meilleur film d'horreur, par l'Académie des films de science-fiction, fantastique et horreur lors de la 9e cérémonie des Saturn Awards.

## Différences avec le livre
- Dans le film, Gregory Bate et son petit frère Fenny sont deux dangereux déséquilibrés échappés d'un asile depuis un mois ; dans le livre de Peter Straub, il s'agit de fantômes que Sears James a connus de leur vivant.
- Dans le film, Edward Wanderley se suicide en sautant du pont ; dans le livre c'est le Dr Jaffrey, et Edward Wanderley est mort lors d'une soirée se déroulant avant les évènements décrits au présent.
- Le personnage de Lewis Benedikt, cinquième membre de la Chowder Society, est important dans la trame du livre ; il n'apparaît cependant pas dans le film.
- Dans le film, Don est le fils d'Edward ; dans le livre, il n'est que son neveu.